# Constantin Manasses

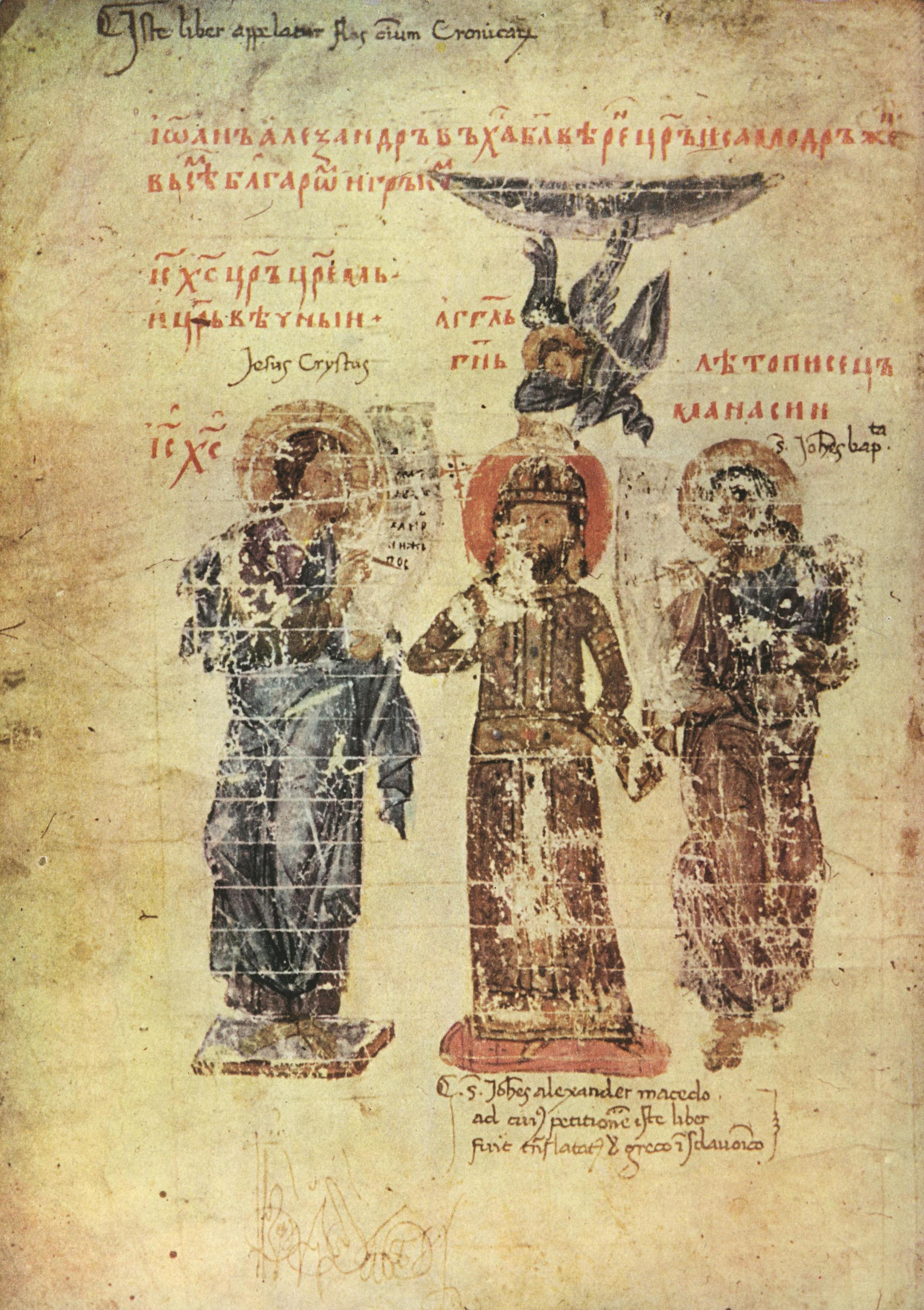
Constantin Manasses (dreapta), Isus Christos (centru) și țarul Ioan Alexandru al Bulgariei (stânga). Prima miniatură din Cronica lui Constantin Manasses (secolul XII)

Constantin Manasses (greacă Κωνσταντῖνος Μανασσῆς, (cca. 1130 - cca. 1187) a fost un cronicar bizantin, care a devenit faimos în secolul al XII-lea în timpul domniei lui Manuel I Comnen (1143-1180).

## Cronica lui Constantin Manasses

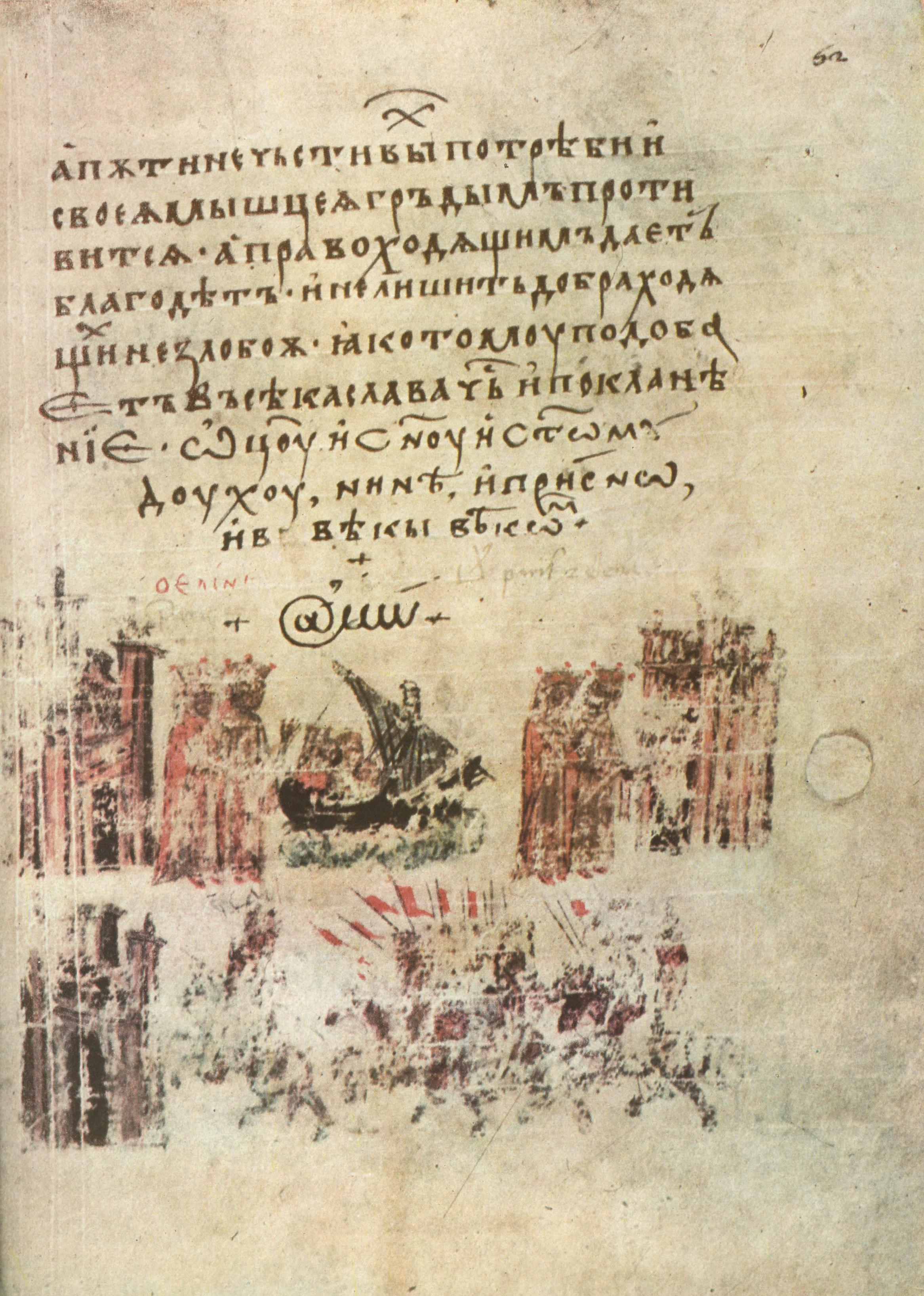
Cronica lui Constantin Manasses

El a fost autorul unei cronici universale sau rezumat istoric al evenimentelor de la crearea lumii până la sfârșitul domniei lui Nichifor al III-lea Botaniates (1081). A fost ajutat de Irina Comnena, cumnata împăratului. Cronica lui se compune din aproximativ 7000 de linii,  în versuri decapentasilabice. A fost scrisă probabil în jurul anului 1150, la scurt timp după decesul Irinei Comnena. Această lucrare a obținut o mare popularitate și a apărut într-o traducere liberă în proză, a fost, de asemenea, tradus în mediobulgară și slavo-romană în secolul al XIV-lea cu același succes.

### Ediții ale Cronicii
- Corpus Scriptorum Historiae Byzantinae, Editura Bekker, Bonn, 1837.
- Cronica lui Constantin Manasses: traducere mediobulgarǎ, fǎcuta pe la 1350, de Ioan Bogdan, Editura Socec & Co., București, 1922.
- Cronica lui Constantin Manasses, versiunea in slavona mediobulgară, de Ioan Bogdan, ediție îngrijită de Dușița Rustin, Editura Editura Universității, București, 2015.

### Celebrare
În 1969, Bulgaria a emis două serii de timbre înfățișând scene importante din cronică.

## Alte lucrări
Manasses a mai scris un poem epic denumit Iubirea dintre Aristander și Callithea. Manasses a scris de asemenea o scurtă biografie a lui Oppian, și alte lucrări (aproape toate nepublicate) pe teme artistice și alte.